# Nadleśnictwo Głogów (RDLP we Wrocławiu)
Nadleśnictwo Głogów – nadleśnictwo podległe Regionalnej Dyrekcji Lasów Państwowych we Wrocławiu. Znajduje się na północy województwa dolnośląskiego i południu województwa lubuskiego. Powierzchnia nadleśnictwa wynosi 162,9 km² (16 294 ha).

## Położenie
Nadleśnictwo znajduje się na terenie powiatów: głogowskiego, polkowickiego, wschowskiego, nowosolskiego, lubińskiego. Znajduje się na 14 gminach. Nadleśnictwo położone jest w makroregionach: Wału Trzebnickiego, Obniżenia Milicko-Głogowskiego, Niziny Południowowielkopolskiej i Niziny Śląsko-Łużyckiej. Przez teren nadleśnictwa przepływa Odra.

## Leśnictwa
Nadleśnictwo Głogów dzieli się na dwa obręby: Głogów i Duża Wólka. Znajduje się tam 10 leśnictw:
| Bielawy | Dalków | Dobromil | Duża Wólka | Gola | Głogów | Kotla | Obisz | Rzeczyca | Wilków |

## Drzewostan
Na obszarze nadleśnictwa Głogów występują, szczególnie nad Odrą łęgi.
Lasy w nadleśnictwie Głogów to w przeważającej części bory i lasy mieszane. Dominują drzewa iglaste, w większości sosna:
- sosna (74%)
- dąb (12%)
- olcha (6%)
- brzoza, grab (3%)
- akacja (1,14%)
- pozostałe (3,5%)[5]

## Fauna
Zwierzynę grubą w nadleśnictwie reprezentują: jeleń, daniel, sarna, dzik. Natomiast zwierzynę drobną w nadleśnictwie reprezentują: lis, borsuk, kuna, kuropatwa, bażant.
Występują również wydry oraz bobry, będące gatunkami objętymi prawną ochroną.
Na terenie Nadleśnictwa działa Koło Łowieckie „Kszyk” z siedzibą w Głogowie.

## Ochrona przyrody

### Parki krajobrazowe
- Przemkowski Park Krajobrazowy[8]

### Rezerwaty przyrody
- „Dalkowskie Jary” – leśny rezerwat przyrody (leśnictwo Dalków)
- „Buczyna Jakubowska” – leśny rezerwat przyrody (leśnictwo Dobromil)
- „Uroczysko Obiszów” – leśny rezerwat przyrody (leśnictwo Obiszów)[9]

### Obszary chronionego krajobrazu
- „Dolina Baryczy”
- „Wzgórza Dalkowskie”

### Obszary Natura 2000
- SOOS „Łęgi Odrzańskie” PLH020018
- OSOP „Łęgi Odrzańskie” PLH020018
- SOOS „Stawy Przemkowskie” PLB020003
- SOOS „Dolina Środkowej Odry” PLB080004
- OZW „Nowosolska Dolina Odry” PLH080014
- OZW „Dalkowskie Jary” PLH020088
- OZW „Kozioróg w Czernej” PLH020100

### Użytki ekologiczne
- „Łęgi Głogowskie”
- „Śródpolny lasek pod Pęcławiem”

### Zespół przyrodniczo-krajobrazowy
- „Grodowiec”

### Pomniki przyrody
- Na terenie nadleśnictwa Głogów znajduje się: 31 pojedynczych drzew, 2 płaty roślinności, 1 staw śródleśny[10][11].